# Glacera

Esquema d'una glacera indicant els sectors amb neu, neu congesta (firn), línia de neu congesta (límit) i glaç.

Una glacera és una massa gruixuda de glaç que s'origina en la superfície terrestre per acumulació, compactació i recristal·lització de la neu, als llocs on per l'abundància de precipitacions i les baixes temperatures la neu acumulada no arriba a fondre's completament, i que mostra proves de flux en el passat o en l'actualitat. Normalment es troba als pics de les muntanyes.

## Formació

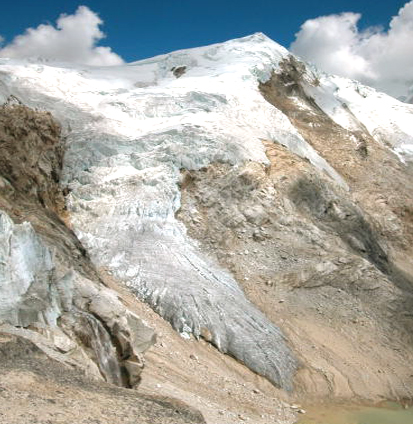
Una glacera alpina. Se n'aprecia la zona d'acumulació, la llengua i la zona de fusió

Les glaceres es generen a partir de les precipitacions en forma de neu, el glaç que constitueix les glaceres es crea a partir de la neu. En general, hi ha glaceres a l'estatge nival, a partir del punt on el Sol ja no pot fondre la precipitació sòlida. A la nostra latitud són residuals i es troben a les muntanyes més altes, però en el cas de les regions polars arriben al mar. Un cop caiguda, la neu pateix un procés de transformació denominat metamorfosi, se'n diferencien dos tipus, la constructiva i la destructiva. En el cas de la metamorfosi destructiva, les estructures hexagonals més o menys ramificades dels cristalls de neu es redueixen per fusió i per evaporació. La neu esdevé granular i de mica en mica es redueix el seu gruix, la neu nova esdevé neu vella. Si aquesta neu vella sobreviu al període d'ablació llavors esdevé el que es denomina firn. La transformació de la neu és molt més ràpida si hi ha processos de fusió, com en les zones temprades, en canvi, en la seva absència, com en el cas de les regions polars, és molt més lenta. En el cas de la metamorfosi constructiva, el mecanisme és la sublimació, el pas directe d'estat sòlid a gasós. En aquest cas es poden formar nous cristalls en forma de copa, columna o piràmide. Això genera una capa de neu flonja, de poca consistència, el que té un paper important en la formació de les allaus. Si metamorfosi destructiva avança, els components individuals de la coberta de neu creixen, i això comporta major compressió al mateix temps que disminueix el volum i la permeabilitat a l'aire. També hi té un paper important el procés de regel. El firn esdevé impermeable a una densitat de 0,80 a 0,85 g/cm3  i el glaç és blanc. Finalment, el glaç del firn esdevé glaç de glacera, transparent, amb una densitat d'uns 0,91 g/cm3. Donat que la densitat de la neu nova és d'uns 0,1 g/cm3, són necessaris uns 80 cm de neu nova per generar 1 cm de glaç de glacera. A més del glaç les glaceres contenen altres materials orgànics i inorgànics, com restes vegetals, sorra, pedres, etc.
Es comença a parlar de glacera quan la massa de glaç i neu compactada en diferents estadis es comença a moure, es produeixi un desplaçament o lliscament del gel acumulat, sota la influència de la gravetat. Només si es fa palès aquest desplaçament, la massa gelada rep el nom de glacera.
Les glaceres actuals es van formar fa uns dos o tres milions d'anys, a la glaciació quaternària, al període anomenat Plistocè. Aquest període va registrar unes vint oscil·lacions climàtiques importants i la durada de cadascuna d'aquestes podria haver estat d'uns cent mil anys.
Més modernament, dels segles XV al XIX, es va fer notar –sobretot a l'hemisferi nord– un període glacial breu però intens, amb un mínim de temperatures entre els anys 1650 i 1700. Tant és així, que el clima de zones boreals ja colonitzades (Groenlàndia, Islàndia) va empitjorar molt notablement, i fins i tot va deixar alguns indrets com a inhabitables. Aquesta petita glaciació es coneix amb el nom de Petita Edat del Gel.

## Mida i classificació

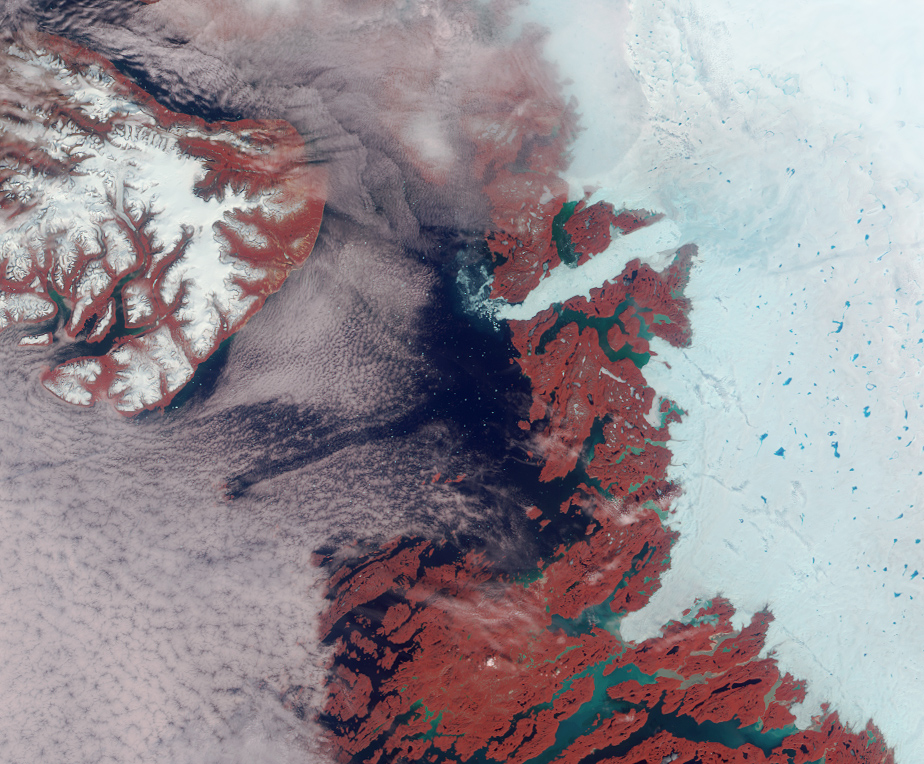
Fotografia per satèl·lit de la glacera Jakobshavn/Ilulissatna, a Groenlàndia

La mida de les glaceres depèn fonamentalment del lloc on es formen: són molt més grans a les zones polars que a les temperades o càlides. Fora dels cercles polar àrtic i antàrtic, les glaceres només es formen en muntanyes elevades, allí on la temperatura és tan baixa que no permet la fusió de la neu.
A la Terra, les glaceres més importants són a la glacera continental de l'Antàrtida, l'inlandsis de Groenlàndia i l'inlandsis d'Alaska, i només aquestes reben el nom de glaceres continentals.
D'altra mena són les de les planes elevades, que es formen per acumulació de neu en superfícies planes o bé en superfícies muntanyoses, però en què l'orografia original resta completament colgada per la neu. En aquesta situació, es troben determinades glaceres de grans illes de l'oceà Àrtic i de les regions més australs d'Amèrica. Es diuen glaceres de casquet.
Les que es formen a les muntanyes reben el nom de glaceres alpines i són de mides molt més petites. Les més importants són a la serralada de l'Himàlaia i a Alaska. En aquest darrer territori, es troba la glacera dita Malaspina, que té origen alpí i, com que no es fon en arribar a la base de la muntanya, ha cobert completament la plana litoral en una superfície de 4.800 quilòmetres quadrats.

### Glacera de marea
Les glaceres de marees (Tidewater glaciers) són glaceres que acaben al mar; inclouen moltes de les que flueixen des de Groenlàndia, Antàrtida, Baffin i Ellesmere, sud-est d'Alaska i nord i sud de Patagònia. Quan arriben al mar, formen icebergs que cauen de sobte amb gran soroll. La glacera de Humboldt del nord-oest de Groenlàndia és la més gran, a l'hemisferi nord, d'aquest tipus; fent el seu front 110 km d'amplada.

## Hidrologia
Atès que les glaceres estan compostes per aigua formen part del cicle hidrològic. Les glaceres actuen com a reserves d'aigua que retenen part de les precipitacions. Les glaceres del món alberguen 68,7 % de l'aigua dolça de la Terra. L'aigua líquida de les glaceres pot provenir de dues fonts: de la fusió de neu o gel o directament de pluja. El sistema hidrològic intern d'una glacera és complex variant de llocs de percolació a sistemes de túnels, esquerdes i coves.
Hi ha diverses formes en què aigua líquida pot ser emmagatzemada dins d'una glacera com a neu i firn, a crevasses, a llacunes supraglacials, cavitats englacials i subglacials a part del sistema de drenatge subglacial i englacial, així com als sediments subglacials.
Les glaceres afecten la hidrologia de les conques hidrogràfiques encara en conques on la superfície glacialitzada és reduïda. La descàrrega d'aigua d'una glacera sol ser estacional més alta a l'estiu.
En el cas de glaceres temperades aquestes estan a la primavera tardana cobertes per neu a la temperatura de fusió. A les glaceres temperades l'aigua de fusió percola a través del firn fins a arribar a un nivell on el firn es troba saturat d'aigua líquida. Aquesta aigua es troba impedida de seguir percolant pel gel que hi ha sota el firn a les glaceres el qual és pràcticament impermeable. Això acaba per forma un aqüífer obert al firn. El gruix de l'aqüífer dependrà de l'eficiència del drenatge englacial i també del gradient hidràulica. En aquests del firn aproximadament 40 % de l'espai de les porositats pot ser ocupat per aigua sent el 60 % restant ocupat per aire atrapat.

## Desplaçament

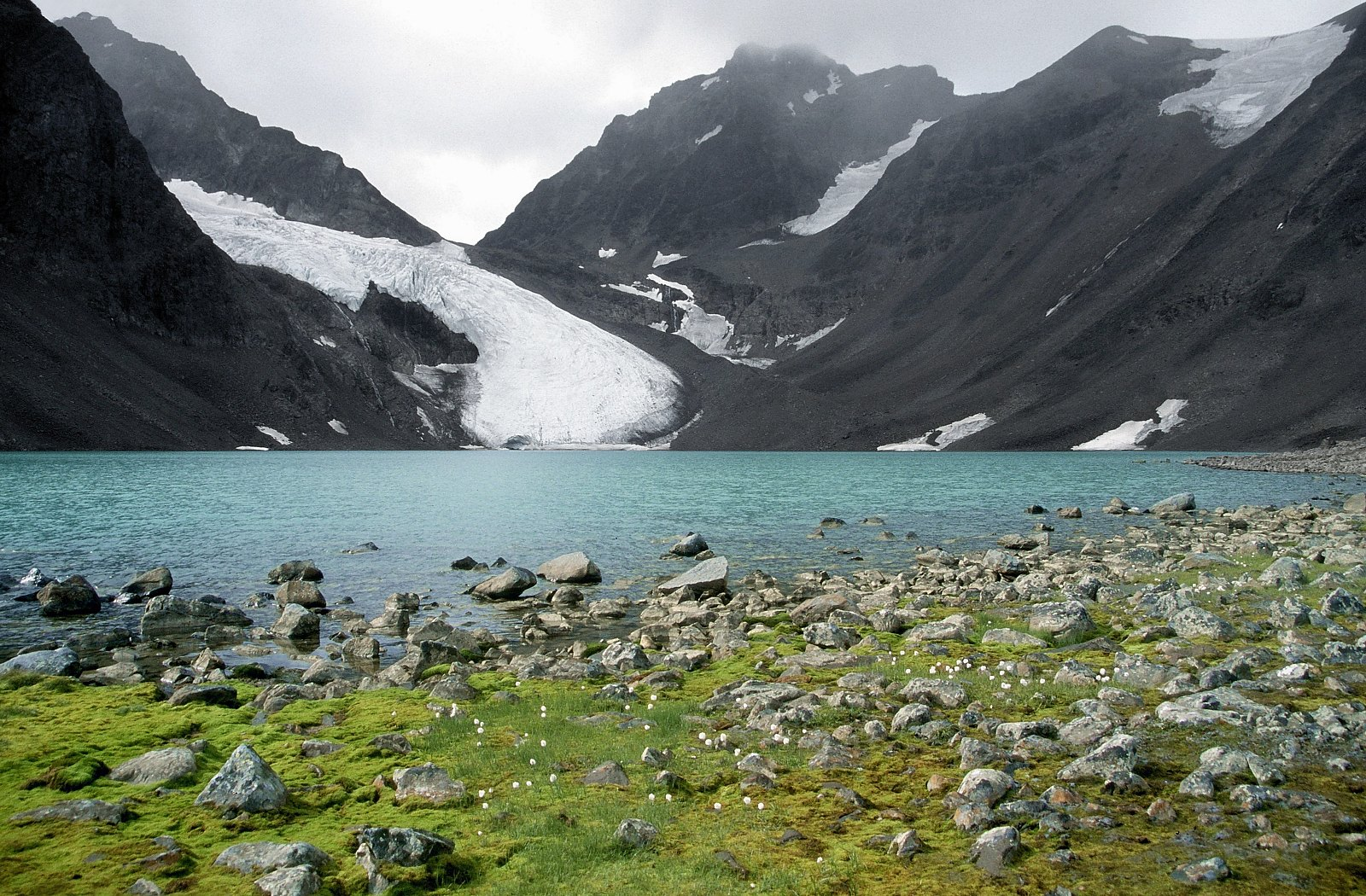
Glacera de Tarfala, Suècia

El gel o la neu comprimida de les glaceres es desplaça sobre si mateixa –unes capes sobre les altres– i sobre el sòl que els suporta. Això és degut, en primer lloc, a la gravetat, amb què el gel es comporta com un altre fluid. És degut també al pes de les successives capes de neu que s'acumulen a les parts més elevades.
La velocitat de desplaçament no és uniforme en tota una glacera; així, les parts centrals es desplacen més de pressa que les que freguen contra el terra o contra les parets laterals. Tampoc és la mateixa velocitat en totes les glaceres: per exemple la glacera Byrd, a l'Antàrtida, es desplaça fins a 800 metres cada any mentre que altres glaceres avancen molt pocs metres anualment. El moviment de les masses de gel a velocitat no uniforme és el que provoca l'aparició de les escletxes i o esquerdes a la superfície de la glacera.
Les glaceres alpines de zones temperades (Alps, Andes, Pirineus) tenen una velocitat de desplaçament notable (de 60 a 200 metres l'any), però insuficient actualment per a cobrir la zona de fusió; és a dir, la part inferior de la gelera es fon més de pressa que no pas s'acumula la neu a la part superior. La repetició any rere any d'aquest fenomen està donant lloc a la disminució de la mida de les glaceres i, en molts casos, ha comportat ja la seva desaparició.
És precisament el desplaçament de les masses de gel –essencial en les glaceres– el que provoca les formes més importants i característiques de l'erosió glacial: els llacs o cubetes glacials, les morrenes, els fiords tan freqüents a les costes d'Escandinàvia o els cercles lacustres i valls penjades a les zones muntanyoses.

Glacera Perito Moreno (Argentina)

## Velocitat

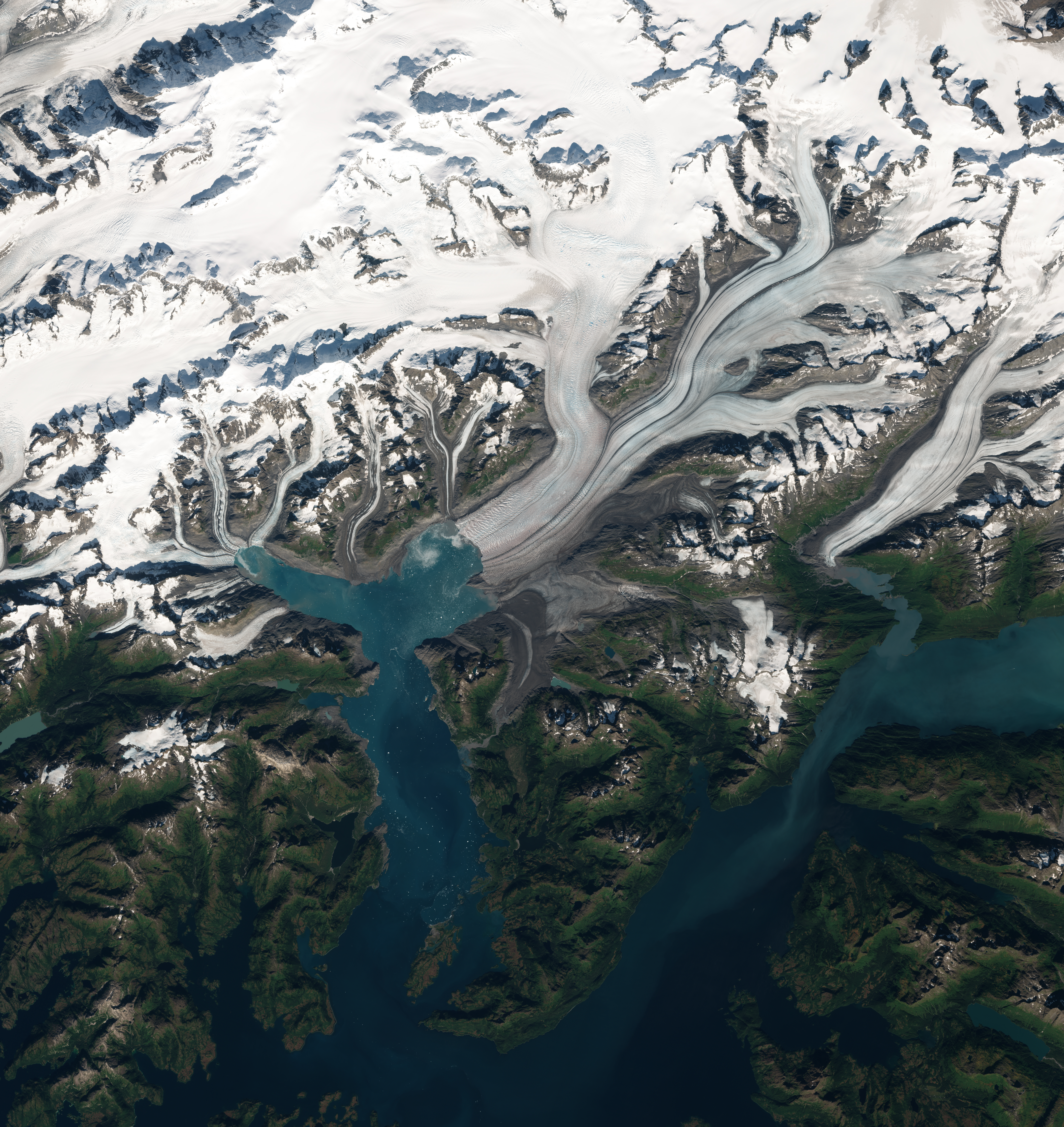
La glacera Columbia a Alaska mostra l'anomalia del seu front còncau, cosa que ens indica que el gel es fon més ràpidament a la part central (que és la que té més volum i profunditat té) per la senzilla raó que les aigües relativament càlides de l'oceà fonen ràpidament dit front en d'arribar al nivell del mar.

La velocitat de desplaçament de les glaceres és determinada per la fricció i el pendent. Com se sap, la fricció fa que el gel de fons es desplaci a una velocitat més baixa que les parts superiors. En el cas de les glaceres alpines, això també s'aplica per a la fricció de les parets de les valls, per la qual cosa les regions centrals són les que presenten un desplaçament més gran. Això va ser confirmat en experiments realitzats al segle xix en què es van utilitzar estaques alineades en glaceres alpines i es va analitzar la seva evolució. Posteriorment, es va confirmar que les regions centrals s'havien desplaçat més distàncies, a més de tenir més profunditat. Succeeix exactament el mateix, encara que a menor velocitat, que l'aigua dels rius movent-se a les lleres. És el cas de la Glacera de Malaspina, on veiem les capes centrals que indiquen un major gruix, creixement i velocitat en aquesta part central, desenvolupant així, una forma típicament arrodonida com succeeix als deltes o cons de dejecció fluvials. No obstant això, aquesta idea dista de ser una cosa absoluta, ja que hi ha glaceres que en arribar al nivell del mar presenten dos tipus de comportaments: en el primer cas, la glacera que acaba sobre una morrena terminal, la qual cosa li confereix una forma arrodonida (glacera pota d'elefant) i aquesta zona que descansa sobre la morrena es manté aïllada sobre les aigües marines, per la qual cosa conserva la massa terminal de gel. El segon cas es presenta quan el front de la glacera acaba en un mar on els corrents marins i les mateixes marees mantenen tot l'any unes aigües relativament càlides (superior als 0° i fins als 10°) amb la qual cosa el front de la glacera fa sucumbir ràpidament a l'avenç del gel, cosa que li dóna una forma particular còncava cap endavant perquè l'aigua oceànica, que té més temperatura i velocitat fon de manera efectiva el front de la glacera tot i ser la part de més gruix i més rapidesa de moviment, com succeeix a la glacera Columbia d'Alaska. Com és obvi, l'aigua oceànica durant el pleamar té més velocitat quan xoca amb la glacera, a la qual fon al front de xoc que es produeix on la marea arriba al nivell màxim de penetració a la vall glacera.
Les velocitats mitjanes varien. Alguns presenten velocitats tan lentes que els arbres poden establir-se entre els detrits dipositats. En altres casos, però, es desplacen diversos metres per dia. Tal és el cas de la glacera Byrd, una glacera de desbordament a l'Antàrtida que, d'acord amb estudis satel·litaris, es desplaçava de 750 a 800 metres per any (uns dos metres per dia).
L'avanç de moltes glaceres pot estar caracteritzat per períodes d'avanç extremadament ràpids anomenats onades. Les glaceres que exhibeixen onades, es comporten d'una manera normal fins que sobtadament acceleren el seu moviment per tornar després al seu estat anterior. Durant les onades, la velocitat de desplaçament és fins a 100 vegades més gran que sota condicions normals.
En realitat, l'avenç o el retrocés d'una glacera tant si és de vall com continental depèn del balanç glacera. Això vol dir que una cosa que no se sol citar és que en l'equació de la velocitat i volum del gel que es fon cal tenir en compte, no només la pèrdua del gel que es fon, sinó l'alimentació, que resulta molt més difícil de mesurar i abasta períodes molt més llargs, difícils de quantificar, no sols en termes meteorològics, sinó també en termes climàtics.

## Erosió
Les rocas i els sediments són incorporats a la glacera per diversos processos. Les glaceres erosionen el terreny principalment de dues maneres: l'abrasió (erosió glacera) i abraçada (erosió glacera).

### Abrasió i arrencada
A mesura que la glacera flueix sobre la superfície fracturada del llit de roca, estova i aixeca blocs de roca que incorpora al gel. Aquest procés conegut com a arrencada glacera, es produeix quan l'aigua de desglaç penetra a les esquerdes i les diaclasas del llit de roca i del fons de la glacera i es gela recristalitzant-se. Conformi l'aigua s'expandeix en congelar-se, actua com una palanca que deixa anar la roca aixecant-la. D'aquesta manera, sediments de totes les mides entren a formar part de la càrrega de la glacera.

Diagrama de l'arrencada glacial i l'abrasió.

L'abrasió passa quan el gel i la càrrega de fragments rocosos llisquen sobre el llit de roca i funcionen com un paper de vidre que allisa i poleix la superfície situada a sota. La roca polvoritzada per l'abrasió rep el nom de farina de roca. Aquesta farina està formada per grans de roca d'una mida de l'ordre dels 0,002 a 0,00625 mm. De vegades, la quantitat de farina de roca produïda és tan elevada que els corrents d'aigua de fusió adquireixen un color grisenc.
Una de les característiques visibles de l'erosió i abrasió glacial són les estries glacials produïdes sobre les superfícies rocoses del llit; fragments de roca amb esmolades vores contingudes al gel marquen solcs a manera d'esgarrapades fines. Mitjançant la cartografia de la direcció de les estries es pot determinar el desplaçament del flux glacera, la qual cosa és una informació d'interès en el cas d'antigues glaceres.

### Velocitat d'erosió
La velocitat d'erosió d'una glacera és molt variable. Aquesta erosió diferencial duta a terme pel gel està controlada per quatre factors importants:
1. Velocitat del moviment de la glacera.
2. Gruix del gel.
3. Forma, abundància i duresa dels fragments de roca continguts al gel a la base de la glacera.
4. Erosionabilitat de la superfície per sota de la glacera.

### Enderrocs i detrits

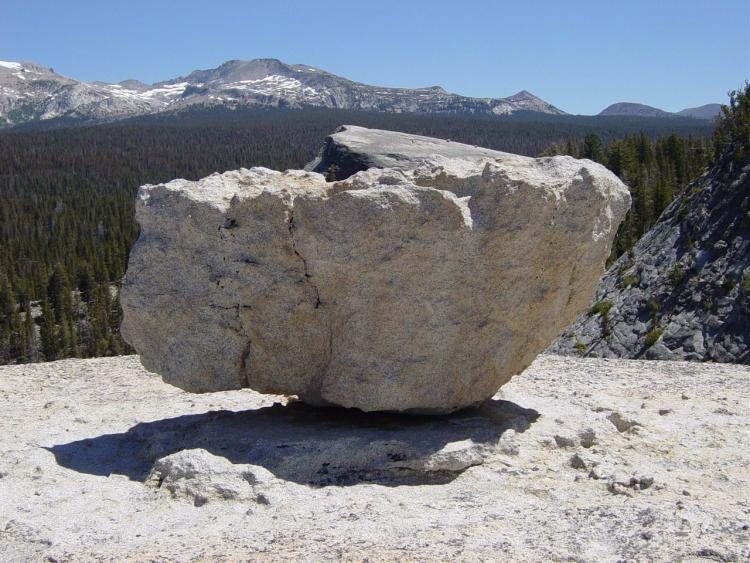
Bloc erràtic.

En ambients d'alta muntanya, les glaceres poden presentar una cobertura detrítica superficial contínua, coneguda amb el nom de debris covered glacier. Aquesta capa produeix, tant a la zona d'acumulació, com a la zona d'ablació, un procés progressiu d'aprimament de massa que genera una acumulació important de detrits en ambients supraglacials. Aquest tipus de glaceres recobertes representen la fase intermèdia dins del continuum dels sistemes glacials (dependents del flux de detrits i del gel dins del sistema), des de glaceres descobertes a glaceres rocosos.
L'origen dels detrits supraglacials s'associa a l'existència d'una seqüència: cara lliure, talús en vessants amb escarpes rocosos, que presenten alta sensibilitat a la meteorització i descarreguen detrits en forma directa sobre la superfície glacial. L'acumulació de detrits supraglacials influeix directament sobre els processos d'ablació i de flux de gel, a causa d'alteracions en l'albedo i en la conductivitat tèrmica de la glacera. En aquest sentit, Strem (1959), Naakawo & Yonng (1981, 1982) (a Ferrando, 2003) i Benn & Evans (1998) defineixen un llindar inferior a 1 cm a la capa de detrits com l'espessor que afavoreix la fusió del gel i una capa de detrits d'1 cm o més com a aïllant del gel subjacent. Els processos de fusió del gel poden afavorir l'augment en la capa detrítica supraglacial, a causa de la incorporació de material intraglacial al mantell del debris covered glacier o cobertura detrítica glacera. Aquesta situació pot generar fenòmens d'ablació diferencial, generant processos d'inversió del relleu, caracteritzats per la fusió in situ del gel intersticial de la cobertura detrítica a les zones recobertes de la glacera; aquest procés és conegut amb el nom de Karst glacial o Criokarst.
L'increment de detrits sobre la superfície glacial pot provocar en casos extrems processos d'ablació amb taxes que tendeixen a zero, generant, en conseqüència, una evacuació ineficient dels detrits i un procés cada vegada més gran de control topogràfic en la dinàmica del sistema , a més d'un major desenvolupament de morenes mitjanes i centrals.
Quan el material és incorporat a la glacera, pot ser transportat diversos quilòmetres abans de ser dipositat a la zona d'ablació. Tots els dipòsits deixats per les glaceres reben el nom de detrits de glaceres. Els derrubis glaceres es divideixen pels geòlegs en dos tipus diferents:
- Materials dipositats directament per la glacera, que es coneixen com til·lita o fang de glacera.
- Els sediments deixats per l'aigua de fusió de la glacera, anomenats detrits estratificats.

Els grans blocs que es troben al till o lliures sobre la superfície s'anomenen erràtiques glaceres si són diferents del llit de roca on es troben (això és, la seva litologia no és la mateixa que la roca encaixada subjacent). Els blocs erràtics d'una glacera són roques implicades i després abandonades pel corrent de gel. El seu estudi litològic permet esbrinar la trajectòria de la glacera que els va dipositar.

### Morenes

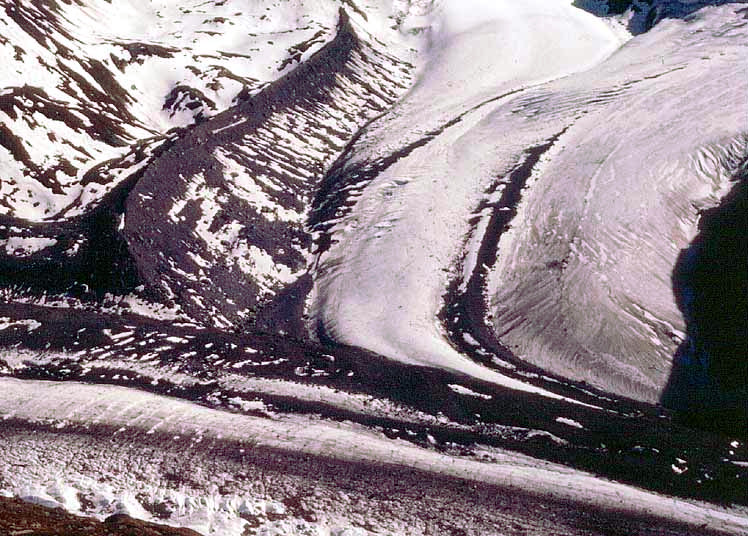
Morenes centrals en la convergència de dues glaceres.

La morena és el nom més comú per als sediments descoberts de les glaceres. El terme té origen francès i va ser encunyat pels camperols per referir-se a les brodes i terraplens d'enderrocs trobats prop dels marges de glaceres en els Alps francesos. Actualment, el terme és més ampli, perquè s'aplica a una sèrie de formes, totes compostes per til·lita. A moltes glaceres de vall es poden distingir els següents tipus de morrenes:
Morena terminalUna morrena terminal és un monticle de material remogut prèviament i que es diposita al final d'una glacera. Aquest tipus de morrena es forma quan el gel s'està fonent i evaporant prop del gel de l'extrem de la glacera a una velocitat igual a la d'avanç cap a la glacera des de la regió d'alimentació. Encara que l'extrem glacial està estacionari, el gel segueix fluint dipositant sediment com una cinta transportadora.
Morena de fonsQuan l'ablació supera l'acumulació, la glacera comença a retrocedir; a mesura que ho fa, el procés de sedimentació de la cinta transportadora continua deixant un dipòsit de til·lita en forma de planes ondulades. Aquesta capa de til suaument ondulada es diu morrena de fons. Les morrenes terminals que es van dipositar durant les estabilitzacions ocasionals del front de gel durant els retrocessos es denominen morrenes de retrocés.
Morena lateralLes glaceres alpines produeixen dos tipus de morrenes que apareixen exclusivament a les valls de muntanya. El primer es diu morrena lateral. Aquest tipus de morrena es produeix pel lliscament de la glacera respecte a les parets de la vall on està confinat; així els sediments s'acumulen en forma paral·lela als laterals de la vall.
Morena centralL'altre tipus són les morrenes centrals. Aquest tipus de morrenes és exclusiu de les glaceres alpines i es forma quan dues glaceres s'uneixen per formar un sol corrent de gel. En aquest cas, les morrenes laterals s'uneixen per formar una franja central fosca.
Morena superficialestan situades a la superfície de la glacera.
Morena de frontse situen a la part davantera de la glacera.